# Benito Juárez de Peña Colorada
Benito Juárez de Peña Colorada är en ort i Mexiko.   Den ligger i kommunen Minatitlán och delstaten Colima, i den södra delen av landet, 500 km väster om huvudstaden Mexico City. Benito Juárez de Peña Colorada ligger 628 meter över havet och antalet invånare är 918.
Terrängen runt Benito Juárez de Peña Colorada är kuperad åt nordväst, men åt sydost är den bergig. Benito Juárez de Peña Colorada ligger nere i en dal. Runt Benito Juárez de Peña Colorada är det ganska glesbefolkat, med 24 invånare per kvadratkilometer. Närmaste större samhälle är Minatitlán, 2,7 km öster om Benito Juárez de Peña Colorada. Omgivningarna runt Benito Juárez de Peña Colorada är en mosaik av jordbruksmark och naturlig växtlighet.